# Saint-Pierre-lès-Nemours
Saint-Pierre-lès-Nemours é uma comuna francesa localizada na região administrativa da Île-de-France, no departamento Sena e Marne. A comuna possui 5374 habitantes segundo o censo de 1990.